# Pietro Barilla
Pietro Barilla (Parma, 16 aprile 1913 – Parma, 16 settembre 1993) è stato un imprenditore italiano, titolare per quasi cinquant'anni della multinazionale alimentare Barilla.

## Biografia

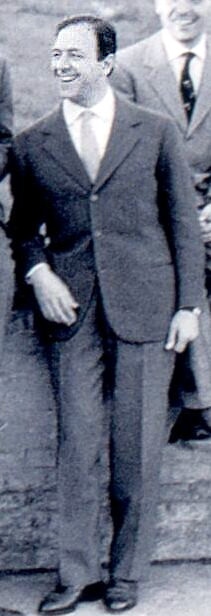
Pietro Barilla ritratto da Proferio Grossi

Pietro Barilla riceve la laurea Honoris Causa dall'Università di Bologna

Con il rettore dell'Università di Parma all'inaugurazione del Campus di via Langhirano

Nipote del fondatore dell'azienda di famiglia, Pietro Barilla, e figlio di Riccardo Barilla e Virginia Fontana, dopo aver completato gli studi in Germania entra in azienda nel 1936. La fase di apprendistato imprenditoriale è interrotta dal servizio militare e dalla partecipazione alla campagna di Russia.
Nel 1947 succede al padre alla guida dell’azienda, assieme al fratello minore Gianni. Nel 1950 compie un "viaggio d’istruzione" negli Stati Uniti per studiare le tecniche di marketing e si convince di come la pubblicità televisiva sia un mezzo determinante per l'espansione dell'azienda.
Durante il viaggio viene in contatto con i metodi più aggiornati presenti nel settore, compreso lo sviluppo – del tutto nuovo per l’Italia – della vendita diretta di prodotti confezionati con il marchio dell’azienda che, saltando l’intermediazione del dettagliante, si rivolge direttamente al consumatore finale. Lo stesso percorso era stato intrapreso, negli stessi anni, anche dalle principali concorrenti della Barilla, prima fra tutte la Buitoni; nel 1967, infine, sarà sancita per legge l’obbligatorietà del confezionamento e il divieto di vendita della pasta sfusa.
Nel 1952 decide di abbandonare la produzione del pane per concentrarsi unicamente sulla pasta, e trasforma la società in una SpA. Affida la campagna pubblicitaria ad Erberto Carboni, che realizza lo slogan «con pasta Barilla è sempre domenica». Nel 1953 la Barilla vince la Palma d'Oro per la pubblicità. Nel 1958 esordisce sul popolare programma televisivo Carosello, con testimonial d'eccezione come Giorgio Albertazzi, Dario Fo e Mina.
In maggio del 1968 Pietro Barilla è nominato Cavaliere del Lavoro dal Presidente della Repubblica Giuseppe Saragat. Nello stesso anno viene inaugurato il modernissimo stabilimento di Pedrignano, il più grande pastificio del mondo. In quegli anni arriva però un periodo di crisi per l'industria italiana e anche la Barilla va incontro a difficoltà. Nel 1971 Pietro Barilla si vede costretto a vendere il pacchetto di maggioranza alla multinazionale alimentare americana Grace. Dopo un primo tentativo nel 1978, fallito perché la cifra da versare era troppo alta, in luglio del 1979 riesce a riacquistare il controllo della società. Nello stesso anno fonda le consociate estere  «Barilla France», «Barilla España» e «Barilla Deutschland», i cui testimonial della campagna pubblicitaria sono rispettivamente l'attore Gérard Depardieu, il tenore Plácido Domingo, e la tennista Steffi Graf.
In settembre 1987 l'Università di Bologna gli conferisce la laurea Honoris Causa in Economia e Commercio. Nello stesso anno Pietro Barilla fa una generosa donazione all'Università di Parma per la costruzione della Facoltà di Ingegneria, che diventerà il primo tassello del nuovo complesso universitario ora noto come "Campus di via Langhirano". Nel 1989 la Barilla è la prima azienda alimentare italiana, con ventisette stabilimenti, di cui due in Spagna, 2.070 miliardi di fatturato e 6.000 dipendenti. Nel 1992 il Gruppo Barilla acquisisce la società Pavesi. Il fatturato in quell'anno fu di 3.330 miliardi e i dipendenti erano 8.300.
Oltre che un grande industriale, Pietro Barilla è stato un appassionato d'arte e un mecenate nel settore culturale. Nel 1957 fondò, assieme al poeta Attilio Bertolucci, la rivista letteraria La Palatina. Nel 1987 la città di Parma gli ha assegnato la medaglia d'oro del Premio Sant'Ilario. È nota la sua amicizia con artisti prestigiosi, tra cui il pittore Renato Guttuso e lo scultore Pietro Cascella. A quest'ultimo affidò la realizzazione del Monumento alla via Emilia, inaugurato nel 1994 a Parma in Barriera Santa Croce.
Pietro Barilla è sempre stato molto stimato dalla cittadinanza di Parma, in particolare dai dipendenti della società Barilla, che lo chiamavano «il signor Pietro». Durante le numerose visite agli stabilimenti non mancava di scambiare qualche parola con le maestranze. Morì all'età di ottant'anni nella sua residenza di Fraore, nei pressi di Parma. Ai funerali partecipò una folla immensa e durante le esequie in Duomo il vescovo Benito Cocchi disse – «La città è addolorata. Sa di avere perso un vero “signore”». La direzione dell'azienda passò ai figli maggiori Guido e Luca, che già da alcuni anni ne erano vicepresidenti.

## Archivio
La documentazione prodotta da Pietro Barilla durante il periodo di attività nell'azienda di famiglia, di cui fu direttore dal 1947 al 1993, è conservata nel Fondo Barilla.